# Per-Ragnar Bergkvist
Per-Ragnar Bergkvist, född 11 april 1976 i Leksand, är en svensk före detta ishockeymålvakt i Leksands IF. Han deltog bland annat i junior-VM 1996 då småkronorna vann silver. Han har även representerat norska Vålerenga IF, Färjestads BK, Hedemora SK och Björbo IF.